# 大谷麻知子
大谷 麻知子（おおたに まちこ、1957年（昭和32年）9月27日 - ）は、日本のポルノ女優。
日活ロマンポルノのアイドル路線の先駆けとして活躍した。

## 来歴・人物
スレンダーなボディとあどけない表情で若年層の心を掴み、中高年客が中心であった日活専門映画館に多くの若者を呼んだ。同時期に週刊プレイボーイ、平凡パンチ等青年誌にも登場した。
大谷は、出演作品6本中5本が高校生役を演じ、この役ははまり役であった。
1979年にはスクリーンを離れた。わずか半年の活躍期間であった。

## 出演作品
- 課外授業 熟れはじめ（1978年6月24日、日活）
- 女高生 天使のはらわた（同7月22日、日活）
- 高校エマニエル 濡れた土曜日（同10月7日、日活）
- ピンクサロン好色五人女（同11月3日、日活）
- 九月の空（同12月2日、松竹）
- 女生徒（1979年1月20日、日活）

## 代表作解説

### 女高生 天使のはらわた
劇画家石井隆がプレイコミック誌に発表し注目された『天使のはらわた』の映画化。セリフを極力抑え、大谷が持つ独特のオーラを引立てた演出で大ヒットする。半年後には第2弾が発表され、合計6作が製作される。（大谷の出演は第1作のみ）
日活は、天使のはらわたシリーズを看板作品と位置づけ、売出し中の女優と実力派男優を組合せ、いずれもヒットした。
作品一覧
- 1978年7月22日 女高生 天使のはらわた（大谷麻知子、深水三章）
- 1979年1月 天使のはらわた 赤い教室（水原ゆう紀、蟹江敬三）
- 1979年7月 天使のはらわた 名美（鹿沼えり、地井武男）
- 1981年2月 天使のはらわた 赤い淫画（泉じゅん、阿部雅彦）
- 1988年5月 天使のはらわた 赤い眩暈（桂木麻也子、竹中直人）
- 1994年9月 天使のはらわた 赤い閃光（川上麻衣子、根津甚八）

### ピンクサロン 好色五人女
井原西鶴の作品『好色五人女』を現代風にアレンジした作品。ピンクサロンで知り合った5人の青春物語である。ベテラン女優4人に囲まれた大谷の演技が注目されたが、最年少らしく体当たりの活躍であった。作品の評価も高く1978年度キネマ旬報で20位にランクした。
配役
- 夏子 - 青山恭子
- ツル - 宮井えりな
- ミツ - 松田暎子
- 万子 - 山口美也子
- ナナ - 大谷麻知子